# Библиография на Ерих Фром
Тази статия представлява списък на произведенията на Ерих Фром, издадени на немски, английски език и български език.
По-долу е представен списък на книгите издадени на български език. Ранните статии на Ерих Фром са на родния му немски език, а по-късните са изцяло на английски език. Като се започне от издадената през 1941 г. книга „Бягство от свободата“ всички по-нататъшни книги, които той издава са на английски език. Някои от книгите на Фром са издавани два пъти от различни издателства. Такъв пример е Човекът за себе си на Университетското издателство „Св. Климент Охридски“ и Човекът за самия себе си на Изд. Захарий Стоянов, друг пример е Душата на човека на Изд. Кибеа и Сърцето на човека на Изд. Захарий Стоянов. Освен тези книги Бягство от свободата е издадена от Изд. Христо Ботев и Изд. Захарий Стоянов.

## На български език
Първата издадена книга на Ерих Фром на български език е „Бягство от свободата“ през 1992 г. от изд. Христо Ботев.
- Социалният характер от притежаващия човек към новия човек, част от Да имам или да съм (Да имаш или да бъдеш), с. 257 – 267. В: Николов, Л. (съст.). Социология на личността, Изд. Наука и изкуство, 1990.
- Съвременното състояние на човека. Част от Догмата за Христос, В: Идеи в културологията. Том 1. УИ „Св. Климент Охридски”, 1990, с.652-659.
- „1984” на Джордж Оруел, 1991, Философска мисъл, № 4, с. 96-103.
- Бягство от свободата. Сп. Везни, II, 1, 1992, с. 18-23.
- Бягство от свободата. Сп. Везни, II, 2, 1992, с. 19-24.
- Бягство от свободата., Изд. „Христо Ботев“, 1992.
- Изкуството да обичаш. Изд. „Христо Ботев“, 1992.
- Агресивността в примитивните култури., част от Анатомия на човешката деструктивност. Философски алтернативи, бр. 6, 1994, с. 36-43.
- Душата на човека: Нейната способност за добро и зло; Прев. П. Бозарова Педагогика: месечно научнотеоретично списание. Год. IV, 8-9 (1994), с. 3-108
- Нравствените сили на човека, част от Човекът сам за себе си; Прев. П. Бозарова Педагогика: месечно научнотеоретично списание. Год. IV, 10 (1994), с. 74-84
- Процесът на Кафка. В: Кирова, М. (съст.). Психоанализа и литература. УИ „Св. Климент Охридски“, 1995, с. 226 – 236.
- Човекът за себе си. УИ „Св. Климент Охридски“, 1995.
- Да имаш или да бъдеш, Изд. „Кибеа“, 1996.
- Изкуството да бъдеш, Изд. „Кибеа“, 1999.
- Душата на човека, Изд. „Кибеа“, 2000.
- Изкуството да обичаш, Изд. „Кибеа“, 2000.
- Да имаш или да бъдеш (откъс от българския превод на Изд. Кибеа от 1998, превод на Лилия Енева) В: Марчев (съст.). Философия: Текстове, Университетско издателство Варна, 2001, с. 316-324.
- Изкуството да обичаш (откъс от българския превод на Изд. Христо Ботев от 1992, превод на Владимир Ганев) В: Марчев (съст.). Философия: Текстове. Университетско издателство Варна, 2001, с. 324-332.
- Откъс от предговор към „1984” на Джордж Оруел В: Марчев (съст.). Философия: Текстове. Университетско издателство Варна, 2001, с. 332-338 .
- Бягство от свободата, Изд. „Захарий Стоянов“, 2001, 2005.
- Отвъд веригите на илюзиите, Изд. „Захарий Стоянов“, 2002.
- Кризата на психоанализата, Изд. „Захарий Стоянов“, 2003.
- Анатомия на човешката деструктивност. Сп. Везни, XIII, 3, 2003, с. 21-26.
- Анатомия на човешката деструктивност, Изд. „Захарий Стоянов“, 2003.
- Забравеният език, Изд. „Захарий Стоянов“, 2004.
- Душевно здравото общество, Изд. „Захарий Стоянов“, 2004.
- Изкуството да слушаш, Изд. „Захарий Стоянов“, 2004.
- Новият хуманизъм като условие за новия свят. Сп. Везни, XIV, 7, 2004, с. 8-23.
- Да бъдеш човек, Изд. „Захарий Стоянов“, 2004.
- Човекът за самия себе си, Изд. „Захарий Стоянов“, 2005.
- Мисията на Зигмунд Фройд, Изд. „Захарий Стоянов“, 2005.
- Догмата за Христос, Изд. „Захарий Стоянов“, 2005.
- Ще бъдете като богове, Изд. „Захарий Стоянов“, 2005.
- Революция на надеждата, Изд. „Захарий Стоянов“, 2005.
- Мисълта на Фройд — величие и ограничения, Изд. „Захарий Стоянов“, 2006.
- Любов, сексуалност и матриархат: За половете, Изд. „Захарий Стоянов“, 2006.
- Интервю на Джована Мария-Паче с Ерих Фром, сп. Notabene, № 15 (2010) http://notabene-bg.org/read.php?id=169
- Сърцето на човека и неговата способност за добро и зло, Изд. „Захарий Стоянов“, 2013.
- Фалшифицирането на Марксовите понятия, част от Концепцията на Маркс за човека., с.248-252. В: Паницидис, Х., Минева, Е. и Панайотов, С. (съст.). Маркс: хетерогенни прочити от XX век., Изд. Анарес, 2013
- Откъси от „Да имаш или да бъдеш”. Изд. Кибеа, 1996, сс. 37-38, 44-45, 74-75, 87-88, 154-155, 240-248, 252, 260-261, 270-271. В: Паницидис, Х., Минева, Е. и Панайотов, С. (съст.). Маркс: хетерогенни прочити от XX век., Изд. Анарес, 2013, с. 254-262
- Изкуството да обичаш. Изд. „Сиела“, 2019
- За неподчинението и други очерци. Изд. „Захарий Стоянов“, 2020.
- Може ли човекът да тържествува? Изд. „Захарий Стоянов“, 2020.

## Избрани съчинения
Издателство „Захарий Стоянов“ решава да издаде 30 книги на Ерих Фром в 11 тома, като в тях влизат не само преведените дотогава негови книги от издателството, но и някои нови преводи. Първоначалният издателски план включва в том III Да имаш или да бъдеш, а в том IV трябва да бъде публикувано интервюто на Ричард Евънс с Ерих Фром, което първия публикува като самостоятелна книга под заглавието „Диалог с Ерих Фром“ и Концепцията на Маркс за човека. Публикуваният издателски план в първия и втори том се променя от трети том, който е Анатомия на човешката деструктивност. В четвъртия том също се променя като от него отпадат Диалог с Ерих Фром и Концепцията на Маркс за човека и остават Мисълта на Фройд – величие и ограничения, Мисията на Зигмунд Фройд, но се добавя Кризата на психоанализата (том 6). Да имаш или да бъдеш от трети том отива в девети том. Така библиографията придобива следния вид:

### Издадени
- Душевно здравото общество. Човекът за самия себе си. Отвъд веригите на илюзиите, Том I, Изд. „Захарий Стоянов“, 2006.
- Забравеният език. Любов, сексуалност и матриархат: За половете, том II, издателство „Захарий Стоянов“, 2008.
- Анатомия на човешката деструктивност, том III, Изд. „Захарий Стоянов“, 2009.
- Мисълта на Фройд – величие и ограничения, том IV, Изд. „Захарий Стоянов“, 2012.
- Сърцето на човека и неговата способност за добро и зло, том V, Изд. „Захарий Стоянов“, 2013.
- Дзен-будизъм и Психоанализа, том VI, Изд. „Захарий Стоянов“, 2016.
- За неподчинението и други есета. Може ли човекът да тържествува? Революция на надеждата. том VII, Изд. „Захарий Стоянов“, 2020.

### Предстоящи
- Работническата класа във Ваймарска Германия. Социалният характер в едно мексиканско село. том VIII
- Бягство от свободата. Да имаш или да бъдеш. том IX
- За любовта към живота. Живот между да имаш и да бъдеш. Да бъдеш човек. том X
- Изкуството да бъдеш. Изкуството да обичаш. Изкуството да слушаш. том XI

## На немски език
На немски език са единствените издадения пълни Събрани съчинения на Ерих Фром в 12 тома (Gesamtausgabe), издадени през 1999 г. от Deutsche Verlags-Anstalt DVA. Том 10 и 12 включват индекси и библиография. Първите издадени Събраните съчинения на Фром на немски език са през 1989 г., но това издание е по-кратко, състоящо се от 10 тома.
- Bd. 1: Analytische Sozialpsychologie (Аналитична социална психология)
- Bd. 2: Analytische Charaktertheorie (Аналитична теория за характера)
- Bd. 3: Empirische Untersuchungen zum Gesellschafts-Charakter (Емпирични изследвания на социалния характер)
- Bd. 4: Gesellschaftstheorie (Теория на социалния характер)
- Bd. 5: Politik und Sozialistische Gesellschaftskritik (Политика и социалистическа критика на обществото)
- Bd. 6: Religion (Религия)
- Bd. 7: Aggressionstheorie (Теория за агресията)
- Bd. 8: Psychoanalyse (Психоанализа)
- Bd. 9: Sozialistischer Humanismus und Humanistische Ethik (Социалистически хуманизъм и хуманистична етика)
- Bd. 10: Register der Bände I-IX. Zitatregister. Gesamtverzeichnis der Schriften Fromms (Индекс на том I-IX. Регистър на цитатите. Библиография на трудовете на Фром)
- Bd. 11: Politische Psychoanalyse (Schriften aus dem Nachlass) (Политическа психоанализа. Посмъртно публикувани статии.)
- Bd. XII: Psychoanalyse und Kunst des Lebens (Schriften aus dem Nachlass. Register der Bände XI und XII. (Психоанализа и изкуството да обичаш. Посмъртно публикувани статии. Индекс на томове XI и XII).

## На английски език
С удебелен шрифт са показани издадените на български език книги на Фром.
- Escape from Freedom (американско заглавие), The Fear of Freedom (британско заглавие) (1941)
- Man for himself, an inquiry into the psychology of ethics (1947)
- Psychoanalysis and Religion (1950)
- The Forgotten Language; an introduction to the understanding of dreams, fairy tales, and myths (1951)
- The Sane Society (1955)
- The Art of Loving (1956)
- Sigmund Freud's mission; an analysis of his personality and influence (1959)
- Zen Buddhism and Psychoanalysis (1960)
- Let Man Prevail—A Socialist Manifesto and Program (1960)
- May Man Prevail? An inquiry into the facts and fictions of foreign policy (1961)
- Marx's Concept of Man (1961) Концепцията на Маркс за човека
- Beyond the Chains of Illusion: my encounter with Marx and Freud (1962)
- The Dogma of Christ and Other Essays on Religion, Psychology and Culture (1963)
- The Heart of Man, its genius for good and evil (1964)
- Socialist Humanism (1965)
- You Shall Be as Gods: a radical interpretation of the Old Testament and its tradition (1966)
- The Revolution of Hope, toward a humanized technology (1968)
- The Nature of Man (1968)
- The Crisis of Psychoanalysis (1970)
- Social character in a Mexican village; a sociopsychoanalytic study (Fromm & Maccoby) (1970)
- The Anatomy of Human Destructiveness (1973)
- To Have or to Be? (1976)
- Greatness and Limitation of Freud's Thought (1979)
- On Disobedience and other essays (1981)
- For the Love of Life (1986)
- The Revision of Psychoanalysis (1992)
- The Art of Being (1993)
- The Art of Listening (1994)
- On Being Human (1997)
- The Essential Fromm: Life between Having and Being (1998)
- Beyond Freud: From Individual to Social Psychoanalysis (2010)
- The Pathology of Normalcy (2010)